# Isotomodella pusilla
Isotomodella pusilla är en urinsektsart som beskrevs av Olga M. Martynova 1968. Isotomodella pusilla ingår i släktet Isotomodella och familjen Isotomidae. Arten är reproducerande i Sverige. Inga underarter finns listade i Catalogue of Life.